# Província de Daykundi
La província de Daykundi o Deykandi  (persa: دایکندی) també Daikondi, Dāykondī o Daikundi és una divisió administrativa de l'Afganistan amb capital a Nili, a 320 km de Kabul, en el país hazara, territori anomenat Hazaradjat (Hazaristan). La província de Daykundi es va formar el 28 de març de 2004, segregada de la província d'Oruzgan amb els districtes del nord de majoria o molta població hazara; un dels districtes, el de Gizab, tenia majoria de població paixtu. El 2006 Gizab fou segregat de la província i reincorporat a Oruzgan. No hi va haver presència estrangera fins que el febrer del 2007 es van produir unes inundacions. Els talibans van reaccionar i hi va haver combats al final del 2007. La superfície de la província és de 18.088 km² i la població de 477.544 habitants. Els hazares formen el 86% de la població seguits dels paixtus amb el 8% i els balutxis amb el 3% (altres també un 3%).

## Districtes
| Districte   | Capital | Població | Àrea | Notes                                                                                 |
| ----------- | ------- | -------- | ---- | ------------------------------------------------------------------------------------- |
| Ishtarlay   |         |          |      | Creat el 2004 segregat de Daykundi (abans districte convertit en província)           |
| Kajran      |         |          |      | Transferit d'Orūzgān el 2004                                                          |
| Khadir      |         |          |      | Creat el 2004 segregat de Daykundi                                                    |
| Kiti        |         |          |      | Transferit d'Oruzgan i creat dins el districte de Kajran el 2004, separat el 2006     |
| Miramor     |         |          |      | Transferit d'Oruzgan i creat dins el districte de Shahristan el 2004, separat el 2006 |
| Nili        |         |          |      | Creat el 2004 segregat de Daykundi                                                    |
| Sangi Takht |         |          |      | Creat el 2004 segregat de Daykundi                                                    |
| Shahristan  |         |          |      | Transferit d'Oruzgan el 2004                                                          |